# RCR Arquitectes
RCR Arquitectes è uno studio di architettura spagnolo formato dai cofondatori Rafael Aranda, Carme Pigem e Ramón Vilalta. Il trio è stato insignito del Premio Pritzker per l'Architettura.

## Storia
Lo studio è stato fondato a Olot, Spagna nel 1988.

## Stile
È noto per l'uso frequente dell'acciaio Corten nei suoi progetti.

## Progetti selezionati
Lo studio ha progettato l'imponente Musée Soulages a Rodez, in Francia, dopo averne vinto la competizione nel 2007.